# Valdar
Valdar es un nombre popular entre varios reyes legendarios vikingos de Dinamarca y Suecia que aparecen en diversas sagas nórdicas.

## Saga Hervarar
La saga Hervarar menciona que Ivar Vidfamne nombró a Valdar, virrey de Dinamarca a quien le concedió la mano de la princesa Alfhild (Aud), hija de Ivar. A la muerte de Valdar, su hijo Randver se convirtió en heredero y rey de Dinamarca, mientras que su otro hijo Harald Hilditonn se convirtió en rey de Götaland o Gotland. En la misma saga aparece mencionado en un poema junto a otros reyes y naciones:
| Ár kváðu Humla Húnum ráða, Gizur Gautum, Gotum Angantý, Valdarr Dönum, en Völum Kíarr, Alrekr inn frækni enskri þjóðu. | "De muy antiguo, procede el relato, de Humli que gobernó a los hunos Gizur a los gautas Angantyr a los godos Valdar a los daneses César el Walha (en referencia al Imperio Romano) y el valiente Alrek (posiblemente en referencia a Alfredo el Grande de la nación inglesa" |  |

## Guðrúnarkviða II
Valdar se cita como rey de los daneses en Guðrúnarkviða II (estrofa 19):
| Valdarr Dönum með Jarizleifi, Eymóðr þriði með Jarizskári inn gengu þá jöfrum líkir; Langbarðs liðar, höfðu loða rauða, stuttar brynjur, steypða hjalma, skalmum gyrðir, höfðu skarar jarpar. |

## Hversu Noregr byggdist
Según Hversu Noregr byggdist, hubo un Valdar hijo de Roar (Hroðgar) de la casa de los Skjöldung (Scylding). Esta fuente implica que Valdar era padre de Harald el Viejo, y por lo tanto abuelo de  Halfdan el Valiente, padre de Ivar Vidfamne. Si se trata del mismo Valdar de la saga Hervarar, la cita añade cuatro generaciones a la dinastía: Harald El Viejo, Halfdan el Valiente, Ivar Vidfamne y la hija de Ivar, Alfhild, quien fue madre de Harald Wartooth según todas las fuentes, y de hecho hijo de Valdar según la saga Hervarar.

## Saga Skjöldunga
La saga Skjöldunga menciona a un Valdar que disputaba el trono de Dinamarca a Hrœrekr slöngvanbaugi, primo de Helgi (Halga), en la sucesión del reino tras la muerte de Hrólfr Kraki (Hroðulf). Tras la guerra, Rörek mantuvo Selandia, mientras Valdar mantuvo Skåne. Basándose en la misma tradición Hversu Noregr byggdist, Valdar tenía el derecho de reclamar el trono como hijo del antiguo rey Hróarr (Hroðgar).